# Plocaederus rugosus
Plocaederus rugosus là một loài bọ cánh cứng trong họ Cerambycidae.